# 그로벤저빌
그로벤저빌(Gerbillus grobbeni)은 황무지쥐아과에 속하는 설치류의 일종이다. 리비아 키레나이카, 데르나에 주로 분포한다. 야생에 현존하는 개체수가 250마리 이하로 간주된다. 학명과 일반명은 오스트리아 생물학자 그로벤(Karl Grobben)의 이름에서 유래했다.